# Бахо-Гвадалькивир (комарка)
Бахо-Гвадалькивир (исп. Bajo Guadalquivir)  — район (комарка) в Испании, входит в провинцию Севилья в составе автономного сообщества Андалусия.

## Муниципалитеты
| Муниципалитет              | Население | Площадь км² | Плотность населения чел./км² |
| -------------------------- | --------- | ----------- | ---------------------------- |
| Эль-Корониль               | 5.033     | 92          | 54,71                        |
| Эль-Куэрво-де-Севилья      | 8.301     | 31          | 257,77                       |
| Лас-Кабесас-де-Сан-Хуан    | 16.139    | 230         | 70,17                        |
| Лебриха                    | 25.165    | 372         | 67,65                        |
| Лос-Моларес                | 2.947     | 43          | 68,53                        |
| Лос-Паласиос-и-Вильяфранка | 35.225    | 114         | 308,99                       |
| Утрера                     | 48.222    | 679         | 71,02                        |